# Maximilien Rubel
Maximilien Rubel (Txernivtsí, 1905 - París, 1996) va ser un marxòleg austríac naturalitzat francès, consellista, marxista.
Educat en lleis i filosofia a Viena i Txernivtsíabans de traslladar-se a França per fer estudis d'alemany a la Sorbona, on va rebre la seua licence-dès-lettres el 1934. Es va convertir en ciutadà francès el 1937, i poc després va començar a publicar la revista literària Verbe-Cahiers humains, abans d'ingressar a l'Exèrcit francès. A causa dels seus orígens jueus, Rubel va viure clandestinament a París durant l'ocupació de França dels nazis.
En les seues trobades amb membres marxistes del moviment de resistència en aquest entorn, Rubel va quedar, segons es diu, sorprès per la incoherència i confusió que envoltava a Karl Marx i el seu dit socialisme científic. En circumstàncies difícils Rubel es va posar a treballar per assolir comprendre la vida i el treball de Marx. Va ser Rubel qui va difondre el terme «marxologia» per a referir-se a l'acostament erudit sistemàtic de Marx i del marxisme, en els quals va veure una total diferència.
Després de la guerra, Rubel va continuar la seua investigació, primer publicant sobre Marx el 1946, i rebent un doctorate-dès-lettres de la Sorbonne el 1954. Es va unir al Centre d'études sociologiques al Centre Nacional de la Recerca Científica el 1947, i es va retirar com Maître de recherche honoraire el 1970. Rubel va publicar molt sobre Marx: més de 80 títols. Va combinar lectures controvertides de Marx amb erudició rigorosa, i va ser sovint polèmic en les seues crítiques a les ideologies del marxisme, les quals sovint van contrastar amb una opinió d'alliberament de la classe treballadora, cosa que va emfatitzar en el moviment propi d'aquests.
Rubel va desenvolupar una interpretació iconoclasta pròpia, perquè s'oposava al treball assalariat -considerat com una forma moderna d'esclavisme- i a l'Estat, sense per això cedir a la passió destructora de Mikhaïl Bakunin.
En relació amb el seu compromís polític anticapitalista, Rubel donava suport al moviment feminista i al moviment ecologista (particularment antinuclear).